# Not a Second Time
Not a Second Time är en låt av The Beatles från 1963. 

## Låten och inspelningen
"Not a Second Time" är en låt huvudsakligen skriven av Lennon, som Beatles (med George Martin på piano) spelade in 11 september 1963. Just de ovanliga ackorden var det som William Mann,en klassiskt orienterad musikkritiker i The Times, att tala om The Beatles användande av "eoliska kadenser", något som kom att bli ett stående skämt inom gruppen efteråt. Låten kom med på Beatles andra LP ”With the Beatles” som utgavs i England 22 november 1963. I USA utgavs den 20 januari 1964 på en LP vid namn ”Meet the Beatles”.